# Francisco Michelena
Francisco Michelena Arsuaga nacido el 12 de diciembre de 1924 en Oyarzun (Guipúzcoa, España). Fue un ciclista español profesional entre los años 1942 y 1953, durante los que consiguió 14 victorias.
Es de destacar su dedicación al ciclocrós, en el que logró subir en tres ocasiones al pódium del Campeonato de España de Ciclocrós.

## Palmarés
| 1942 - Circuito de Oiartzun 1943 - Subida a Arantzazu 1946 - 2.º en el Campeonato de España de Ciclocrós 1947 - Pasajes - Hernani - Vuelta al Baztan 1948 - Bergara (P. Pentecostes) - Hernani - Oiartzun (P. San Esteban) - Dos Caminos | 1949 - Aretxabaleta (Vuelta al Valle de Leniz) - Galdakao - Dos Caminos 1950 - Beasáin (P. Loinaz) - G.P. San Juan - 3.º en el Campeonato de España de Ciclocrós 1951 - 2.º en el Campeonato de España de Ciclocrós |

## Resultados en Grandes Vueltas y Campeonato del Mundo
Durante su carrera deportiva ha conseguido los siguientes puestos en las Grandes Vueltas y en los Campeonatos del Mundo en carretera y ciclocrós:
| Carrera              | 1942 | 1943 | 1944 | 1945 | 1946 | 1947 | 1948 | 1949 | 1950 | 1951 | 1952 | 1953 |
| -------------------- | ---- | ---- | ---- | ---- | ---- | ---- | ---- | ---- | ---- | ---- | ---- | ---- |
| Giro de Italia       | X    | X    | X    | X    | -    | -    | -    | -    | -    | -    | -    | -    |
| Tour de Francia      | X    | X    | X    | X    | X    | -    | -    | -    | -    | -    | -    | -    |
| Vuelta a España      | -    | X    | X    | -    | -    | -    | -    | X    | Ab.  | X    | X    | X    |
| Mundial en Ruta      | X    | X    | X    | X    | -    | -    | -    | -    | -    | -    | -    | -    |
| Mundial de Ciclocrós | X    | X    | X    | X    | X    | X    | X    | X    | -    | 20º  | -    | -    |

-: no participa

Ab.: abandono

X: ediciones no celebradas

## Equipos
- Independiente (1942-1947)
- Real Sociedad (1948)
- Touring (1949)
- Independiente (1950-1953)